# Balmuccia
Balmuccia (tiếng Piedmonte: Balmucia) là một đô thị ở tỉnh Vercelli trong vùng Piedmont thuộc Ý, có cự ly khoảng 90 km về phía đông bắc của Torino và khoảng 60 km về phía tây bắc của Vercelli. Đô thị này nằm ở hợp lưu của suối Sermenza với sông Sesia.
Balmuccia giáp các đô thị: Boccioleto, Cravagliana, Rossa, Scopa, và Vocca.